# Зогалавачайское водохранилище
Зогалавачайское водохранилище (азерб. Zoğalavaçay su anbarı) — водохранилище, расположенное на реке Зогалавачай в Шемахинском районе Азербайджанской Республики, к юго-западу от города Шемахы.
Водохранилище было сдано в эксплуатацию в 1974 году. Общий объём водохранилища составляет 3,4 млн м³, полезный объём же — 3 млн м³.
Водохранилище используется для орошения и снабжения водой, а также для регулирования потока реки Зогалавачай.
В 2012 году был проведён основательный ремонт водохранилища в соответствии с современными требованиями.